# Johann Martin Heinrici
Pour les articles homonymes, voir Heinrici.
Johann Martin Heinrici, né en 1711 à Lindau et mort le 21 avril 1786 à Meissen, est un peintre sur porcelaine, miniaturiste et graveur allemand.

## Biographie
Johann Martin Heinrici naît en 1711 à Lindau,.
Il est peintre sur porcelaine et représentant du piqué, miniaturiste et graveur. Il travaille comme peintre sur porcelaine à la manufacture de porcelaine de Meissen entre 1741 et 1756 et à la manufacture de porcelaine de Frankenthal entre 1756 et 1763. Il exécute des portraits de la famille régnante de Saxe.
En 1763 il retourne à Dresde.
Il meurt le 21 avril 1786 à Meissen,.